# Lemsdorfer Weg 6

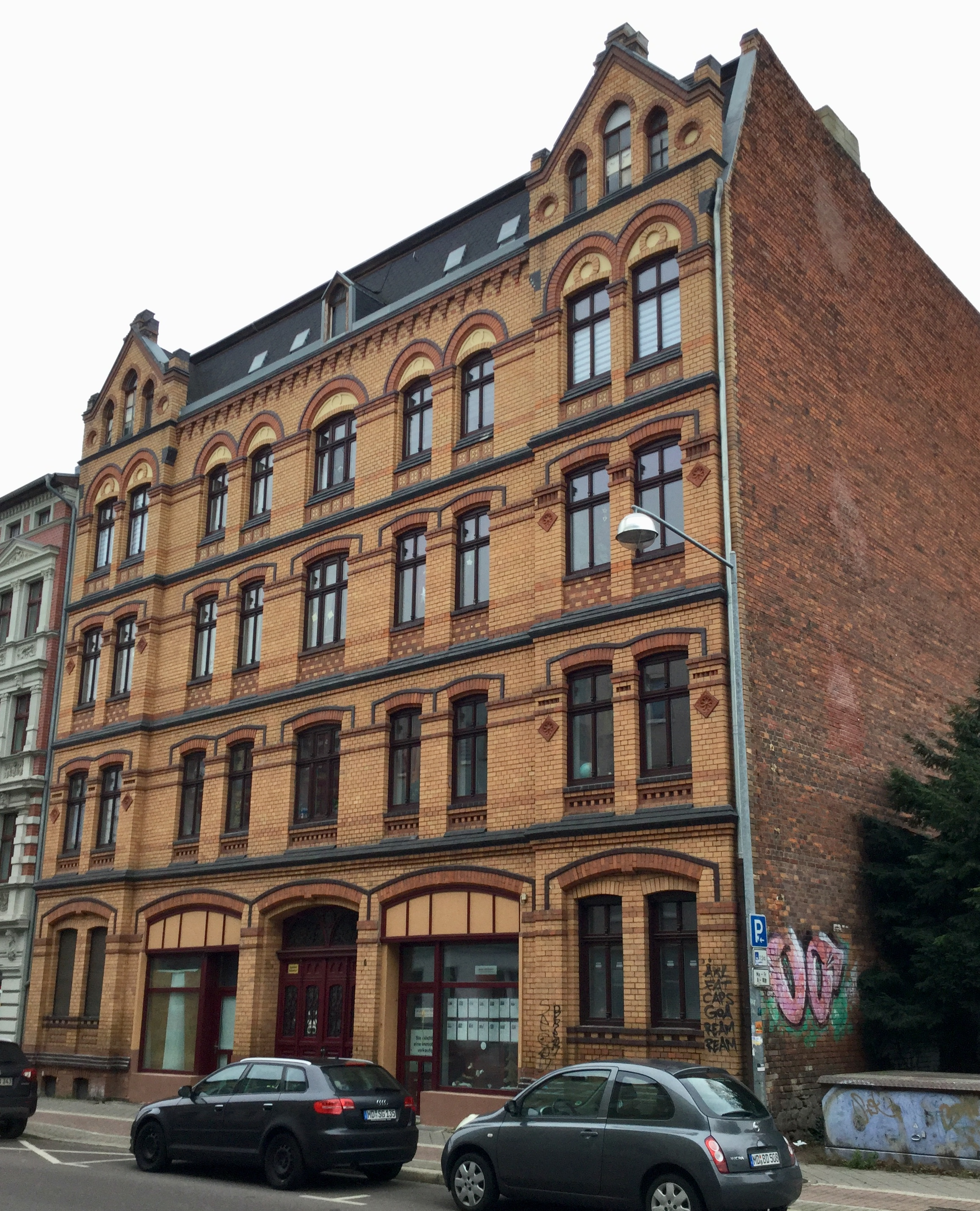
Lemsdorfer Weg 6

Das Haus Lemsdorfer Weg 6 ist ein denkmalgeschütztes Gebäude in Magdeburg in Sachsen-Anhalt.

## Lage
Es befindet sich auf der südlichen Seite des Lemsdorfer Wegs im Magdeburger Stadtteil Sudenburg. Östlich grenzt das gleichfalls denkmalgeschützte Haus Lemsdorfer Weg 8, 10 an.

## Architektur und Geschichte
Der Bau entstand im Jahr 1886 durch den Zimmermeister W. Pabst am damaligen Ortsrand Sudenburgs. Errichtet wurde das viergeschossige Ziegelgebäude im Stil der Neogotik. Die symmetrische Fassade ist neunachsig ausgebildet und mit orangegelben Ziegeln versehen. Die Gliederung und Verzierung der Fassade erfolgt mittels roter und schwarzer Ziegel. Weitere Zierelemente sind als Tonplatten oder mit Fliesen gestaltet. Die beiden äußeren Achsen treten auf jeder Seite als flache Risalite hervor. Die Risalite werden von Giebeln bekrönt, in denen jeweils eine dreiteilige Fenstergruppe angeordnet ist. Im Erdgeschoss befindet sich mittig eine Durchfahrt, die beidseits von Ladengeschäft umgeben ist.
Im örtlichen Denkmalverzeichnis ist das Wohn- und Geschäftshaus unter der Erfassungsnummer 094 82085 als Baudenkmal verzeichnet.
Das Haus gilt als prägend für das Straßenbild als westlichtes Gebäude einer weitgehend original erhaltenen Straßenzeile und wird als Zeugnis für die Stadterweiterungen der Industrialisierungsphase betrachtet.